# Lars Jorde
Lars Jorde, né en 1865 à Vang, mort en 1939 à Lillehammer, est un peintre norvégien. 

## Biographie
Lars Jorde naît le 25 juillet 1865 à Vang un village proche de Hamar.
Il suit une formation à l'École royale de dessin de Kristiania puis auprès de différents maîtres dont Alfred Roll à Paris. Il acquiert une notoriété importante en Norvège en participant dès 1888 à plusieurs sessions de l'Exposition d'Automne à Kristiania. Il obtient ainsi sa première exposition personnelle en 1896 auprès de la Société des Beaux-Arts de Drammen et participe à l'Exposition universelle de  1900. Il voyage en Europe, notamment en France, au Danemark et en Italie. Il rend visite à Einar Nielsen dans le Jutland, et s'inspire de son approche picturale dans des tableaux comme Paysage vallonné, Soir.
Rentré en Norvège, il se marie en 1905 et s'installe à Lillehammer, dont la région devient sa source d'inspiration. Il réalise des décors intérieurs pour plusieurs bâtiments publics et l'Église de Sjøli (en). Il y meurt le 25 septembre 1939.

## Style
Inspiré par le symbolisme et considéré comme un néoromantique jusqu'au tournant du XXe siècle, le peintre évolue ensuite vers l'expressionnisme. 

## Galerie

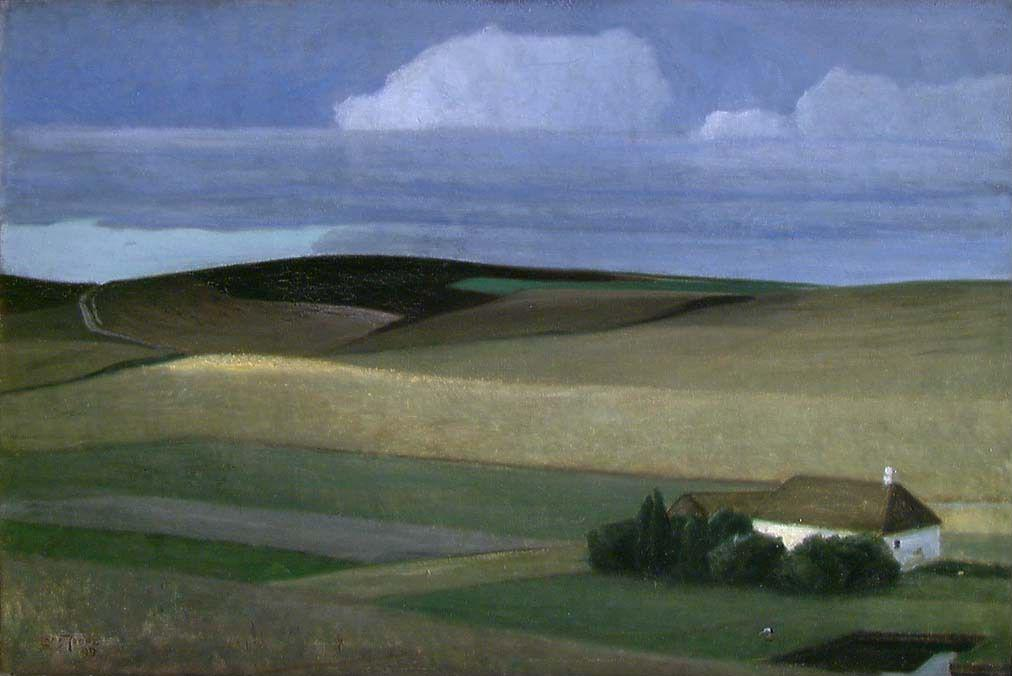
Paysage du Jutland, 1899, Musée national de l'Art, de l'Architecture et du Design, Oslo
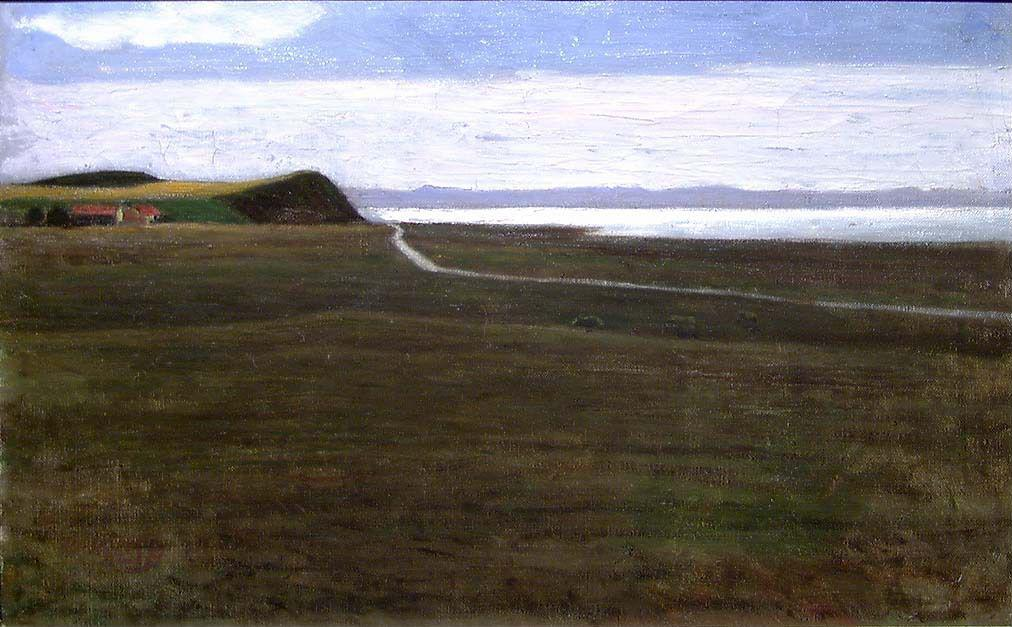
Paysage, 1899, Musée national de l'Art, de l'Architecture et du Design, Oslo
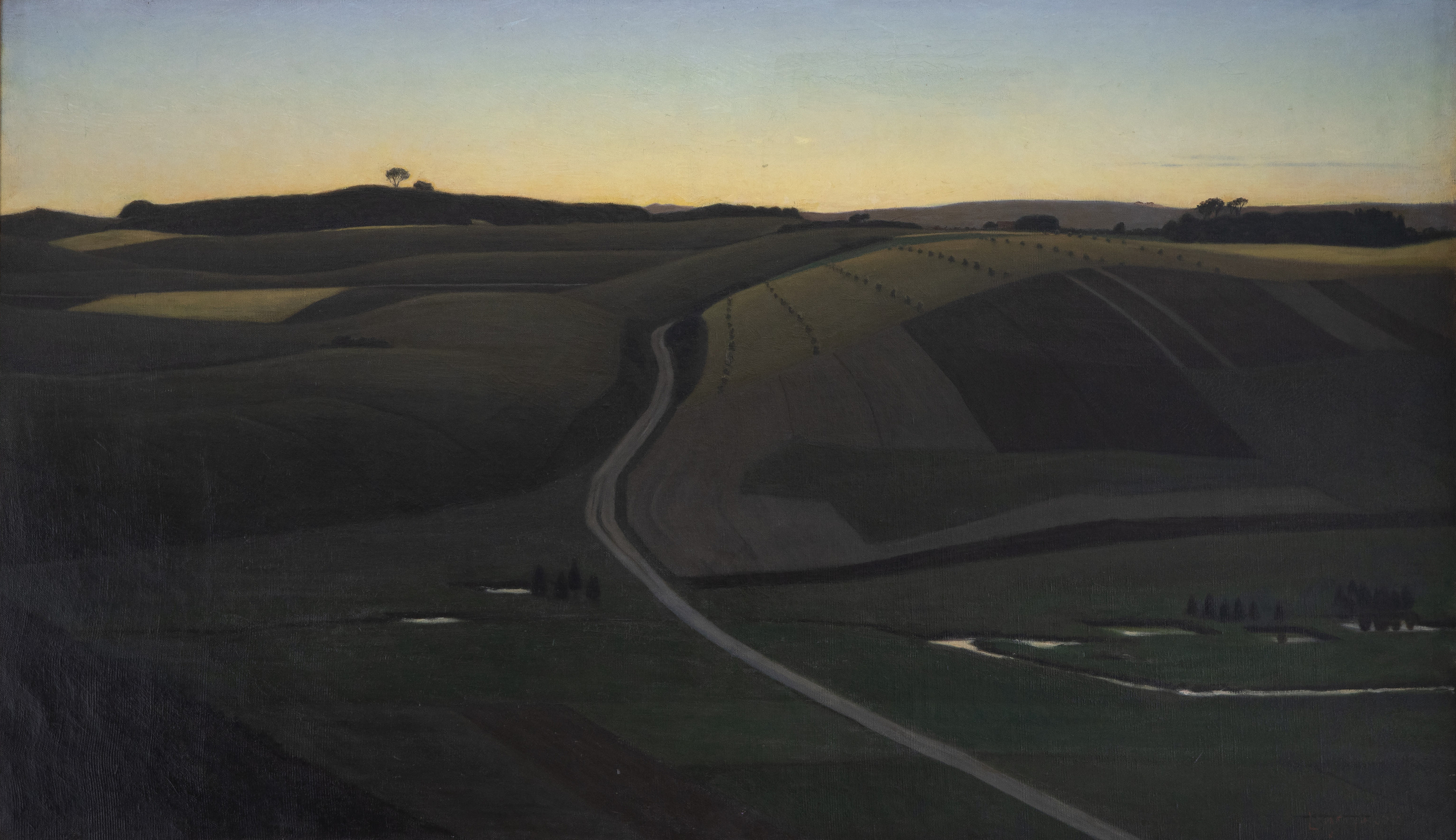
Paysage vallonné, Soir, 1899, Musée d'Art de Trondheim

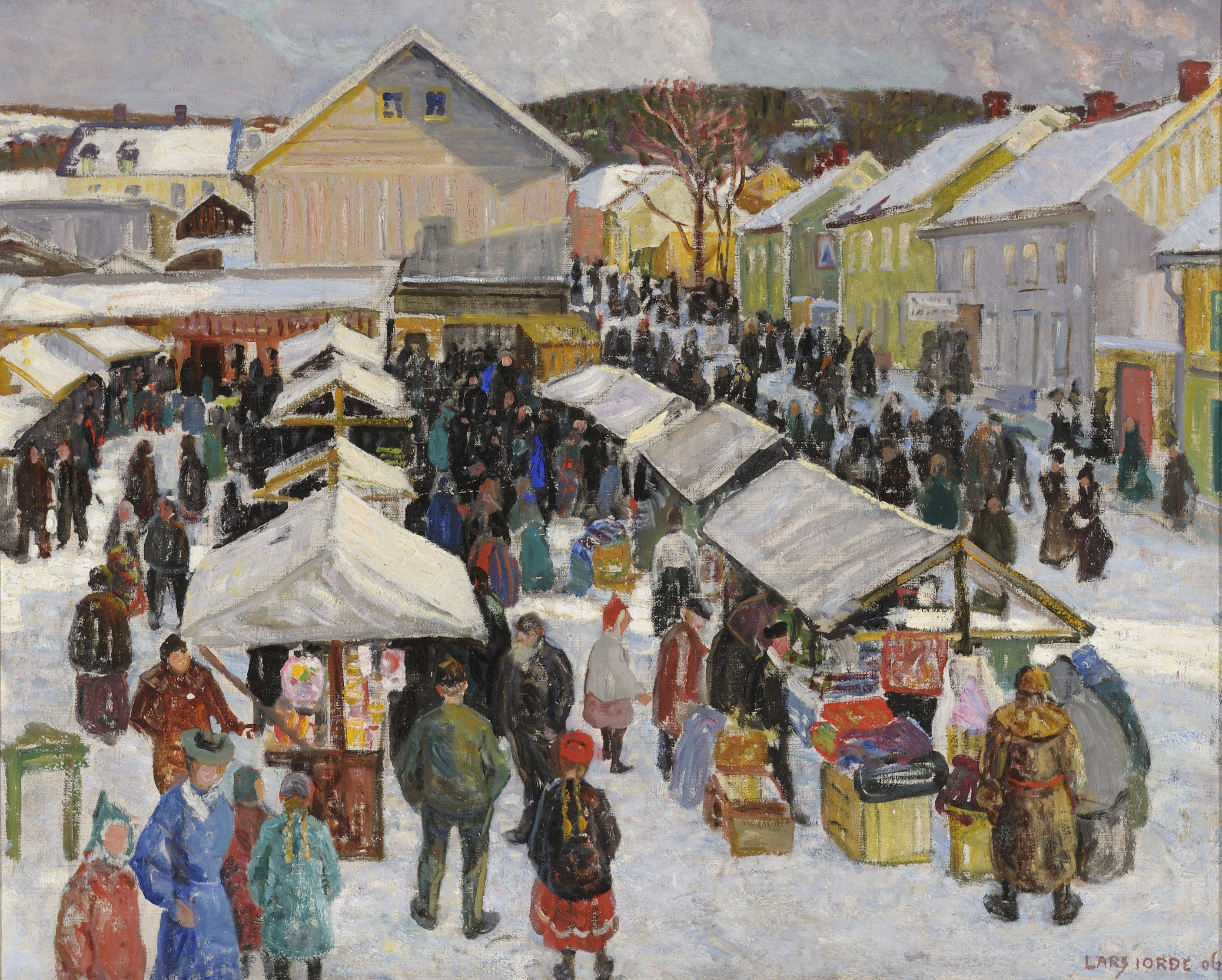
Marché à Lillehammer, 1906, Musée d'Art de Lillehammer
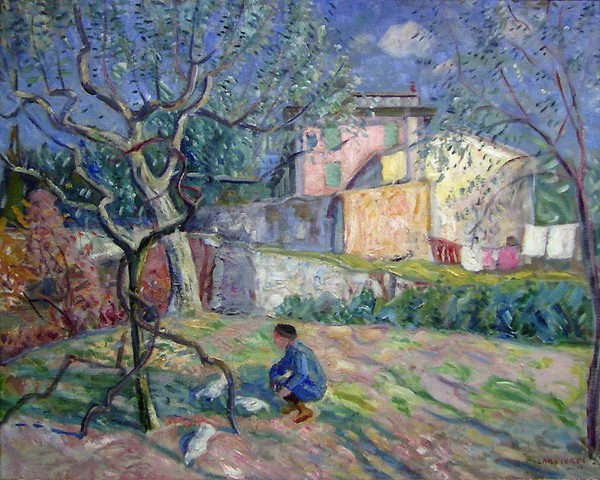
À Fiesole, 1911, Musée national de l'Art, de l'Architecture et du Design, Oslo
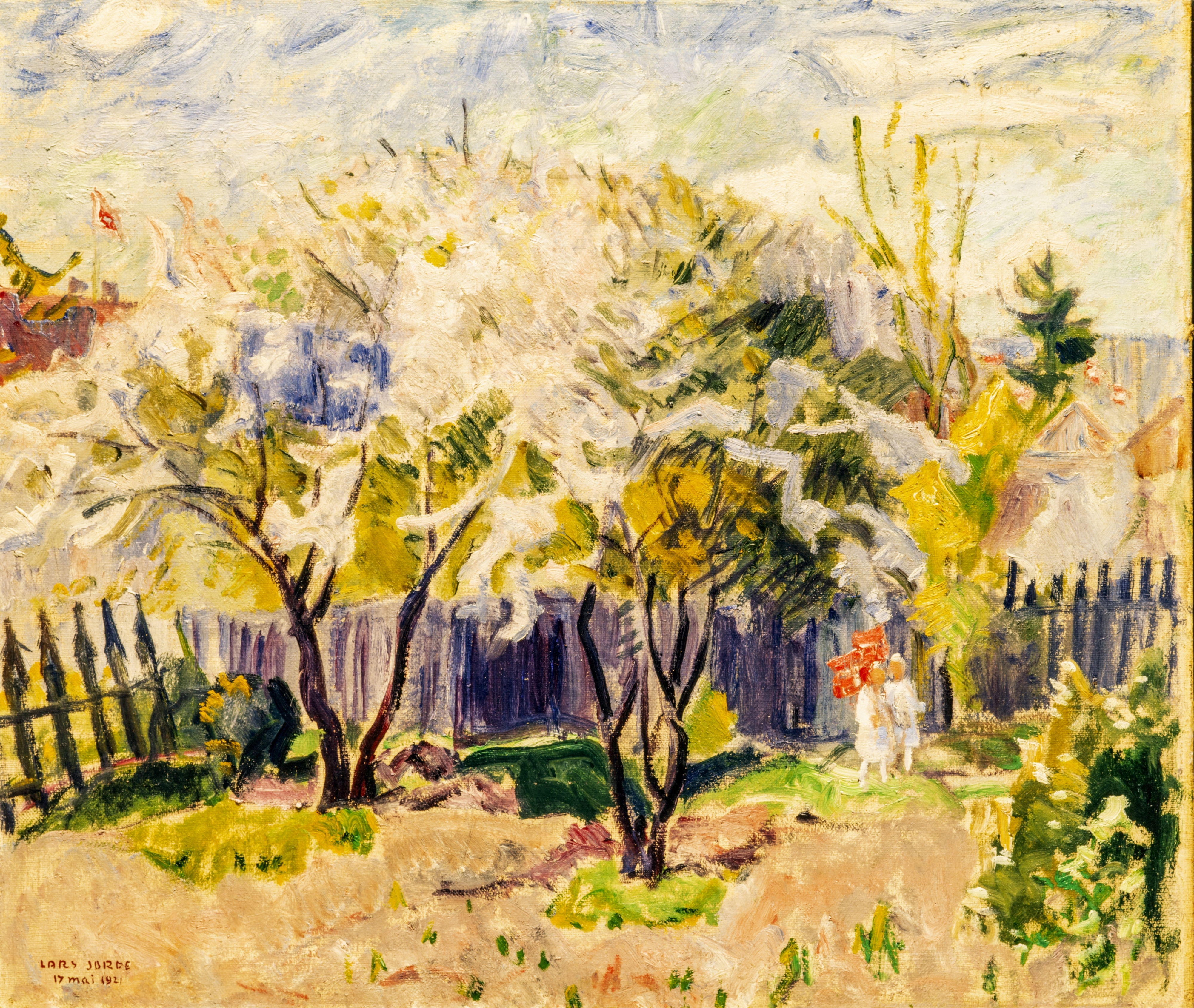
17 mai 1921, 1921, Musée d'Art de Lillehammer